# Kuipke

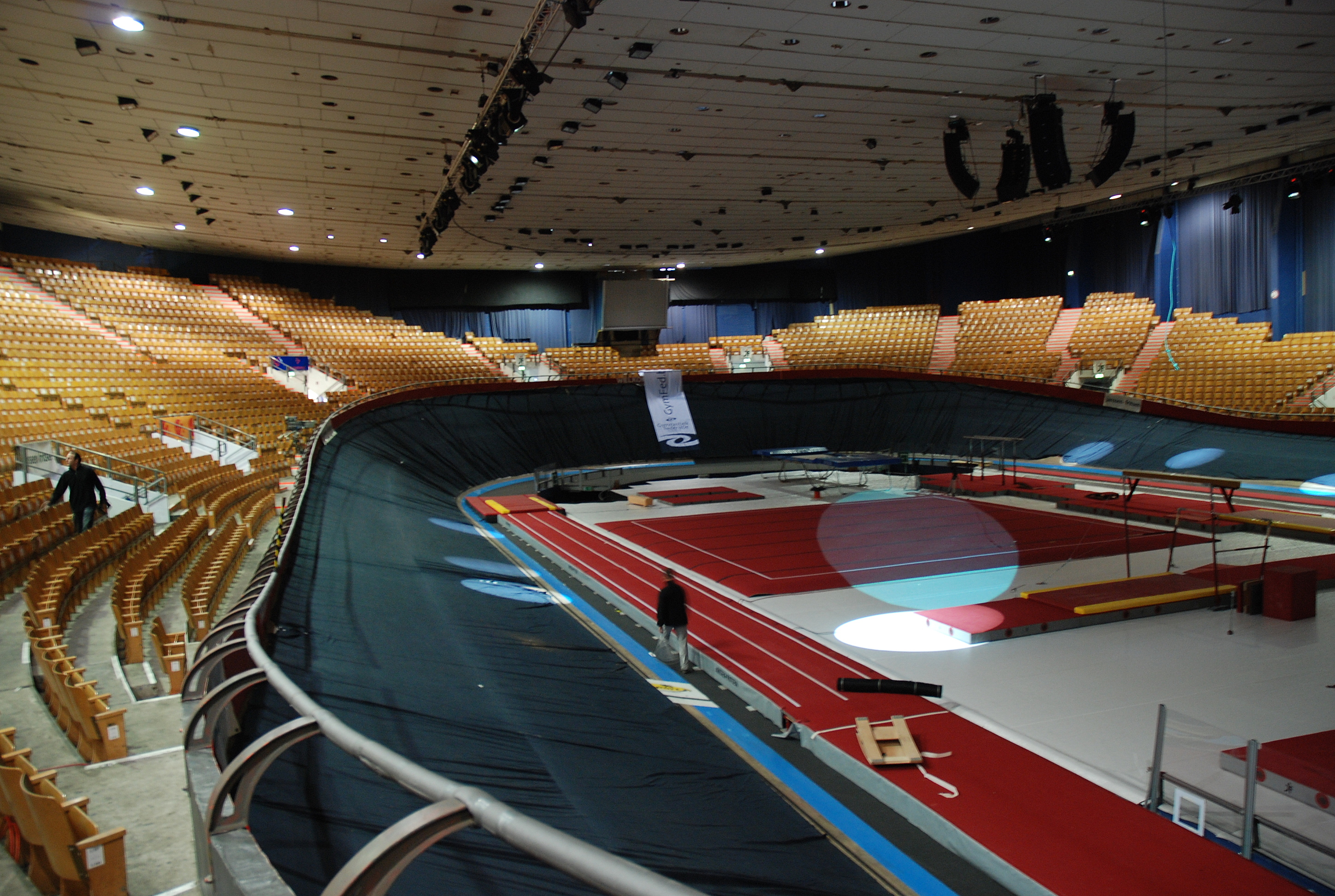
Het Kuipke

Het Kuipke is een velodroom, ook wel wielerbaan of wielerpiste genoemd, in het Citadelpark van de Belgische stad Gent.
Het Kuipke is vooral bekend vanwege het baanwielrennen en meer bepaald de Zesdaagse van Vlaanderen-Gent. Patrick Sercu (1944-2019) boekte hier vele successen. Sercu was er vanaf 2008 ook baandirecteur en als zodanig medeorganisator van de Zesdaagse van Gent.
De eerste Zesdaagse van Gent begon op 30 oktober 1922 op een demonteerbare piste van 210 m in de grote hal van het Gentse Floraliënpaleis dat was gebouwd voor de Wereldtentoonstelling van 1913. In 1927 werd een vaste piste van 160 m in gebruik genomen, maar in de jaren '30 werd daarop nog maar twee keer een zesdaagse gereden. Na de Tweede Wereldoorlog nam men in 1947 de draad weer op.
Op 12 november 1962 werd het Kuipke, zoals de velodroom vanwege zijn kleine omtrek en erg steile bochten algemeen werd genoemd, door een brand verwoest. Een nieuw Kuipke met een baan van 166,66 m werd in 1965 in gebruik genomen.
Er worden ook andere evenementen georganiseerd. Zo trad op 21 maart 1959 Louis Armstrong er op. In het seizoen  2014 werden hier de liveshows van The Voice van Vlaanderen opgenomen.